# Сім чорних жерців
«Сім чорних жерців» (англ. The Seven Black Priests) — повість Фріца Лайбера в жанрі меч і чари про Фафгрда та Сірого Мишолова опублікована в травні 1953 журналом Other Worlds Science Stories.

## Сюжет
Повертаючись від Крайнього моря на півночі в Ланкмар, Фафгрд та Мишолов перетинають гори, де стикаються з агресивними жерцями Невона, друзі викрадають в жерців червону сферичну коштовність — око їхнього бога.
Втікаючи від переслідувань, вони вбивають всіх жерців, які влаштовують їм пастки.
Однак Око заволодіває розумом Фафгрда, і змушує його принести в жертву Мишолова, щоб надати богові нове тіло.
Однак Мишолову вдається знищити Око. Розгніваний бог мститься виверженням вулкану.